# Anthem of the Sun (album)
Pour les articles homonymes, voir Anthem of the Sun.
Albums de Grateful Dead
The Grateful Dead
(1967) Aoxomoxoa
(1969)
Anthem of the Sun est le deuxième album studio des Grateful Dead, sorti en 1968.

## Description
Il s'agit d'un album non conventionnel, où le groupe a cherché à mêler des enregistrements studio et les enregistrements de concert. Dans cet album, les Grateful Dead ont voulu recréer une ambiance musicale qui incarne les voyages intérieurs induits par la prise de LSD. C'est un album que l'on peut classer dans l'acid rock. 
C'est le premier album où apparaît leur second batteur Mickey Hart. Bien que n'étant pas membre de Grateful Dead, Tom Constanten, un ami de Phil Lesh a joué du piano sur l'album Anthem of the Sun. Il rejoint officiellement le groupe en novembre 1968, en complément de l'organiste Ron « Pigpen » McKernan. L'album se classe 287e sur la liste des « 500 plus grands albums de tous les temps » du magazine Rolling Stone en 2003 et 2012,.

## Liste des titres
| 1. | That's It for the Other One          |                                                | 7:40 |
| 1. | Cryptical Envelopment                | Jerry Garcia (paroles et musique)              |      |
| 2. | Quadlibet for Tender Feet            | Garcia, Kreutzmann, Lesh, McKernan, Weir       |      |
| 3. | The Faster We Go, The Rounder We Get | Kreutzmann, Weir                               |      |
| 4. | We Leave the Castle                  | Constanten                                     |      |
| 2. | New Potato Caboose                   | Robert Petersen (paroles), Phil Lesh (musique) | 8:26 |
| 3. | Born Cross-Eyed                      | Weir                                           | 2:04 |

| 1. | Alligator                       | Lesh, McKernan, Robert Hunter            | 11:20 |
| 2. | Caution (Do Not Stop on Tracks) | Garcia, Kreutzmann, Lesh, McKernan, Weir | 9:37  |

### Ajout 2003
| No | Titre                                        | Auteur                                   | Durée |
| -- | -------------------------------------------- | ---------------------------------------- | ----- |
| 1. | That's It for the Other One                  |                                          | 7:40  |
| 1. | Cryptical Envelopment                        | Garcia                                   |       |
| 2. | Quadlibet for Tender Feet                    | Garcia, Kreutzmann, Lesh, McKernan, Weir |       |
| 3. | The Faster We Go, The Rounder We Get         | Kreutzmann, Weir                         |       |
| 4. | We Leave the Castle                          | Constanten                               |       |
| 2. | New Potato Caboose                           | Lesh, Petersen                           | 8:26  |
| 3. | Born Cross-Eyed                              | Weir                                     | 2:04  |
| 4. | Alligator                                    | Lesh, McKernan, Hunter                   | 11:20 |
| 5. | Caution (Do Not Stop on Tracks)              | Garcia, Kreutzmann, Lesh, McKernan, Weir | 9:37  |
| 6. | Alligator (live)                             | Lesh, McKernan, Hunter                   | 18:43 |
| 7. | Caution (Do Not Stop on Tracks) (en concert) | Garcia, Kreutzmann, Lesh, McKernan, Weir | 11:38 |
| 8. | Feedback (en concert)                        | Grateful Dead                            | 4:01  |
| 9. | Born Cross-Eyed                              | Weir                                     | 2:55  |

## Musiciens
- Jerry Garcia - guitare, kazou, vibraslap, chant
- Bob Weir - guitare, kazoo, chant
- Ron « Pigpen » McKernan - orgue, chant
- Phil Lesh - basse, trompette, kazou, piano, timbales, clavecin, chant
- Bill Kreutzmann - batterie, cloches, gong
- Mickey Hart - batterie, cloches, gong
- Tom Constanten - piano préparé[Quoi ?]